# Mitrinae
Mitrinae is een onderfamilie van weekdieren uit de klasse van de Gastropoda (slakken).

## Geslacht
- Vicimitra Iredale, 1929